# Bedabeda
Bedabeda Vedanta é uma subescola do Vedanta, que ensina que o eu individual (jīvātman) é diferente e não diferente da realidade última conhecida como brâmane.

## Etimologia
Bhedābheda (em devanágari: भेदाभेद) é uma palavra sânscrita que significa "diferença e não-diferença".

## Filosofia
A posição característica de todas as diferentes escolas Bedabeda Vedanta é que o eu individual (jīvātman) é diferente e não diferente da realidade última conhecida como brâmane. Cada pensador dentro da tradição Bedabeda Vedanta tem sua própria compreensão particular dos significados precisos dos termos filosóficos "diferença" e "não-diferença". As ideias vedânticas de Bedabeda podem ser atribuídas a alguns dos mais antigos textos vedânticos, incluindo muito possivelmente o Bramasutra de Badaraiana (c. século IV).
A Bedabeda se distingue das posições de duas outras grandes escolas do Vedanta. A Advaita (não-dual) Vedânta que afirma que o eu individual é completamente idêntico ao brâmane, e o Dvaita (dualista) Vedânta (século XIII) que ensina a diferença completa entre o eu individual e brâmane.

## Influência
As ideias Bedabeda tiveram uma enorme influência nas escolas devocionais (bhakti) do período medieval da Índia. Entre os pensadores medievais Bedabeda são:
- Nimbarca (datas propostas pelos estudiosos variam do século VII ao XV), que fundou a escola Svābhābika Dvaitādvaita.[2]
- Báscara (séculos VIII e IX), que fundou a escola Aupādhika Bhedābheda.[1]
- Chaitânia (1485–1533), o fundador do vaixnavismo gaudia baseado no estado indiano oriental de Bengala Ocidental, e o fundador teológico do Achintya Bheda Abhedavedanta.[3]

Outros nomes importantes são Yādavaprakāśa, professor de Ramanuja, e Vijñānabhikṣu (século XVI).